# Sugar (Maroon 5)
Sugar è un singolo del gruppo musicale statunitense Maroon 5, pubblicato il 13 gennaio 2015 come quarto estratto dal quinto album in studio V.
Il singolo ha ricevuto una candidatura ai Grammy Awards 2016 nella categoria miglior interpretazione vocale di gruppo.

## Descrizione
Dopo la pubblicazione del suo album 31 Minutes to Takeoff, Mike Posner stava già iniziando a scrivere altro materiale per l'album successivo, Pages. Una delle canzoni che avrebbero dovuto essere incluse in quest'ultimo, ossia Sugar, attirò l'attenzione del frontman dei Maroon 5 Adam Levine, che dopo averla ascoltata tentò di convincerlo a cedergli il brano per il loro album V; in un primo momento Posner rifiutò, ma dopo che la sua casa discografica decise di non pubblicargli l'album Pages, Posner cedette il brano ai Maroon 5 e Levine modificò alcune parti del testo. Oltre a Posner e Levine, gli altri autori di Sugar sono Lukasz Gottwald, Jacob Kasher Hindlin, Joshua Coleman e Henry Walter, questi ultimi due anche produttori del brano stesso.
Musicalmente, il brano presenta un ritmo di genere Philadelphia soul con influenze disco e soul per la durata di tre minuti e cinquantasei secondi; è dotata inoltre nella sua parte strumentale di una vasta gamma di strumenti, tra cui chitarra, basso, percussioni e tastiera elettronica. Il tutto ricorda molto i solchi del funk che andavano molto in voga negli anni ottanta. La rivista Entertainment Weekly ha notato nel brano una reminiscenza a diversi brani di Bruno Mars.

## Video musicale
Il video musicale, pubblicato il 14 gennaio, mostra i Maroon 5 come dei wedding crashers (guastafeste) che si nascondono dietro una tenda per fare una sorpresa agli sposi, cantando per loro. Il video ha ricevuto critiche molto positive, molti critici hanno paragonato il video a 2 single a nozze - Wedding Crashers, film del 2004 con protagonisti Owen Wilson e Vince Vaughn.
Si racconta che il video sia stato girato a Los Angeles il 6 dicembre 2014 in varie sale da ballo in varie località della città dove i matrimoni erano realmente in corso. Tuttavia un articolo su Rolling Stone riporta il commento di due attori che affermano: «Abbiamo recitato la parte dei genitori della sposa asiatica e sì, era tutto finto. Tutti i matrimoni sono stati girati nello stesso posto per tre giorni di fila. Scusateci per aver svelato il trucco».

## Tracce
Download digitale
1. Sugar – 3:55

Download digitale – remix
1. Sugar (Remix featuring Nicki Minaj) – 3:55

## Formazione
Gruppo
- Adam Levine – voce, strumentazione, programmazione
- James Valentine – chitarra, strumentazione, programmazione
- Mickey Madden – basso, strumentazione, programmazione
- Jesse Carmichael – tastiera, strumentazione, programmazione
- PJ Morton – tastiera, strumentazione, programmazione
- Matt Flynn – batteria, percussioni, strumentazione, programmazione

Altri musicisti
- Mike Posner – voce aggiuntiva (traccia 5)
- Dr. Luke – chitarra, synth bass, tastiera, batteria, percussioni, strumentazione, programmazione
- Ammo – tastiera, batteria, percussioni, strumentazione, programmazione
- Cirkut – tastiera, batteria, percussioni, core percussion, strumentazione, programmazione

Produzione
- Ammo, Cirkut – produzione
- Max Martin – produzione esecutiva
- Doug McKean, Clint Gibbs, Noah Passovoy, Jonathan Sher – ingegneria del suono
- John Armstrong, Eric Eylands, Rachael Findlen, Cameron Montgomery – assistenza tecnica
- Șerban Ghenea – missaggio
- John Hanes – ingegneria al missaggio
- Tom Coyne – mastering

## Classifiche

### Classifiche settimanali
| Classifica (2015) | Posizione massima |
| ----------------- | ----------------- |
| Australia         | 6                 |
| Austria           | 25                |
| Belgio (Fiandre)  | 24                |
| Belgio (Vallonia) | 24                |
| Canada            | 2                 |
| Corea del Sud     | 17                |
| Danimarca         | 5                 |
| Finlandia         | 11                |
| Francia           | 15                |
| Germania          | 41                |
| Irlanda           | 5                 |
| Italia            | 6                 |
| Libano            | 1                 |
| Norvegia          | 11                |
| Nuova Zelanda     | 3                 |
| Paesi Bassi       | 10                |
| Polonia           | 3                 |
| Portogallo        | 66                |
| Regno Unito       | 7                 |
| Repubblica Ceca   | 1                 |
| Slovacchia        | 2                 |
| Slovenia          | 9                 |
| Spagna            | 12                |
| Stati Uniti       | 2                 |
| Svezia            | 17                |
| Svizzera          | 10                |
| Ungheria          | 3                 |

### Classifiche di fine anno
| Classifica (2015) | Posizione |
| ----------------- | --------- |
| Australia         | 13        |
| Belgio (Fiandre)  | 80        |
| Belgio (Vallonia) | 52        |
| Canada            | 5         |
| Danimarca         | 23        |
| Francia           | 38        |
| Italia            | 21        |
| Paesi Bassi       | 35        |
| Polonia           | 27        |
| Regno Unito       | 13        |
| Slovenia          | 38        |
| Stati Uniti       | 5         |
| Svezia            | 68        |
| Svizzera          | 33        |
| Classifica (2020) | Posizione |
| Corea del Sud     | 196       |

### Classifiche di fine decennio
| Classifica (2010-19) | Posizione |
| -------------------- | --------- |
| Stati Uniti          | 76        |

### Classifiche di tutti i tempi
| Classifica (1958-2018) | Posizione |
| ---------------------- | --------- |
| Stati Uniti            | 500       |